# Bangka-Belitung
Bangka-Belitung er en provins i Indonesien, der består af de to øer Bangka og Belitung, samt adskillige mindre øer beliggende i havet nord og nordøst for Sumatra. Provinsen har et samlet areal på 18.724 km2 og er beboet af ca. 1.300.000 indbyggere. Hovedstaden og den største by er Pangkal Pinang, der ligger på Bangka. Provinsen blev oprettet ved udskillelse fra Sydsumatra i 2000.